# Tillandsia huajuapanensis
Tillandsia huajuapanensis är en gräsväxtart som beskrevs av Renate Ehlers och Lautner. Tillandsia huajuapanensis ingår i släktet Tillandsia och familjen Bromeliaceae. Inga underarter finns listade i Catalogue of Life.